# Khed, Aurad
Khed là một làng thuộc tehsil Aurad, huyện Bidar, bang Karnataka, Ấn Độ.